# Мас, Артур
Артур Мас-и-Гаварро (кат. Artur Mas i Gavarró; род. 31 января 1956, Барселона) — каталонский политик. Президент Женералитета Каталонии с 27 декабря 2010 года до 10 января 2016 года. Является лидером либерально-националистичной Каталонской европейской демократической партии, был председателем правоцентристского каталонского альянса Конвергенция и Союз, распущенного в июне 2015 года.

## Биография
Получил экономическое образование в Барселонском университете. Свободно владеет английским, французским, испанским и каталанским языками.
В 2017 году Верховный суд Каталонии, рассматривая дело о проведении опроса о политическом будущем Каталонии, лишил Артура Маса права занимать государственные и выборные должности в течение двух лет, а также приговорил его к штрафу в размере 36 500 евро. Хотя прокуратура настаивала на десятилетнем запрете, суд признал политика виновным только за неповиновение Конституционному суду Испании, запретившему проводить референдум, отклонив обвинения в злоупотреблении должностным положением.